# Ter Horst
Pour les articles homonymes, voir Horst (homonymie).
Ter Horst est un hameau situé dans la commune néerlandaise de Midden-Drenthe, dans la province de Drenthe.